# 熊谷直貞 (戦国武将)
熊谷 直貞（くまがい なおさだ）は、安土桃山時代の武士。毛利氏の家臣。

## 生涯
天正4年（1576年）、安芸国の国人・熊谷氏の当主である熊谷元直の嫡男として誕生。
慶長元年（1596年）5月2日、家督を継がないまま、父に先立ち病没。享年21。活動歴が短く、その詳細な活動は不明。
直貞の死後の慶長10年（1605年）、父・元直は萩城築城の遅れを名目に毛利輝元によって誅殺され、直貞の弟である次郎兵衛や猪ノ助らも処刑された（五郎太石事件）。また、この事件に連座して、天野元明に嫁いだ叔母も処刑された。直貞の嫡男・元貞は母方の叔父にあたる毛利秀元の下に逃れ、後に赦免され熊谷氏を再興した。

## 系譜
- 父：熊谷元直
- 母：佐波隆秀娘
- 妻：穂井田元清娘
  - 男子：熊谷元貞